# ペテネス
ペテネス（Petenes、? - 紀元前334年）は、アケメネス朝ペルシアの将軍である。
ペテネスは紀元前334年にアレクサンドロス3世率いるマケドニア軍が小アジアに侵攻してきた際、他の将軍や小アジア各地の太守たちと共にそれをグラニコス川で迎え撃った。この戦いでペルシア軍は破れ、ペテネス自身を含む多くの将官が敗死した。

## 註
1. ↑  アッリアノス, I. 12
2. ↑  ibid, I. 16